# Edinburgh City F.C.
Edinburgh City Football Club – szkocki klub piłkarski z siedzibą w Edynburgu.

## Historia
Klub został założony w 1928. W swojej historii grał przez dziewięć sezonów na drugim szczeblu rozgrywkowym – w latach 1931–1940 w Second Division. Na trzecim szczeblu rywalizował przez pięć sezonów – w latach 1946–1949 w Third Division oraz w latach 2022–2024 w Scottish League One.

## Reprezentanci kraju grający w klubie
stan na styczeń 2025
|  | - Willie Bauld - Craig Beattie - Ryan Porteous - Derek Riordan - Russell Latapy |